# علاج تنفسي

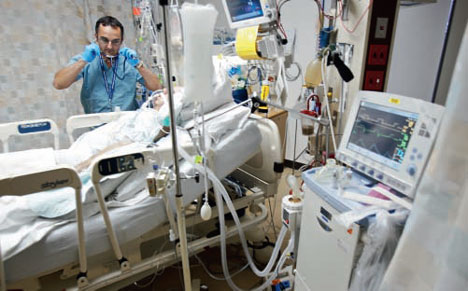
مريض على جهاز تنفس اصطناعي وأخصائي رعاية تنفسية يقوم بعمله.

العلاج التنفسي تخصص طبي مسؤول عن علاج وفحص وتأهيل المرضى المصابين بأمراض الجهاز التنفسي الحادة أو المزمنة. وهذا التخصص يعتبر حديث نسبياً. فقد أدى التطور الكبير في الطب خلال العقود الماضية إلى إبراز دور أخصائي الرعاية التنفسية في الاضطلاع بالمهام المتعلقة بأمراض الجهاز التنفسي من تقييم وتشخيص إلى علاج ومتابعة تحت إشراف مباشر أو غير مباشر من قبل الأطباء. إن مهنة الرعاية التنفسية تتطلب من الممارس أن يقوم بدور ريادي في ممارسة المهام المطلوبة منه وذلك من أجل تقديم خدمة أفضل للمرضى. فكرة الرعاية التنفسية بدأت مع حدوث وباء شلل الأطفال في أمريكا في الستينات من القرن الماضي.كانت تحت مسمى العلاج الاستنشاقي ومع اختراع تقنية التنفس الصناعي ووجود الدراسات والأبحاث الطبية وتزايد طرق العلاج للإمراض الصدرية وطرق تقديمها للمرضى نشأت فكرة إيجاد التخصص تدريجيا عن طريق عدة مسميات إلى ان أصبح مستقلا بإدارة من ممارسيه، وهو من التخصصات الحديثة عالميا والنادرة وقد تقاس جودة العناية في المستشفيات وخاصة أقسام العناية المركزة بعدد ممارسي الرعاية التنفسية وكفاءتهم.

## مهام ممارسي الرعاية التنفسية
1. معاينة وتقييم المرضى الذين يعانون من أمراض الجهاز التنفسي وذلك بإجراء الفحوصات التشخيصية المتخصصة والتي تشمل اختبار وظائف الرئة، تخطيط النوم، وفحوصات إجهاد القلب والرئتين وقياس غازات الدم وغيرها من الفحوصات الأخرى.
2. العمل مع بقية أفراد الفريق الطبي بمعاينة المرضى الذين يعانون من الأزمات الحادة لضيق التنفس، حيث يتولى أخصائي العلاج التنفسي عملية سحب الدم من الشريان لقياس مستوى غازات الدم، وحماية مجرى التنفس، وذلك للتأكد من حصول المريض على كمية الهواء والأكسجين الكافية، وكذلك إدخال أنبوب التنفس الصناعي في القصبة الهوائية عن طريق الأنف أو الفم إذا تطلب ذلك.
3. التعامل مع أجهزة التنفس الصناعي في أقسام العناية المركزة ومساعدة الأطباء في بناء إستراتيجية العلاج من خلال إجراء التعديلات اللازمة لضمان استقرار غازات الدم وبالتالي حماية الرئة والقلب.
4. تدريب المرضى المصابين بالربو، والالتهاب الرئوي، والالتهاب الشعبي المزمن، على استخدام الأدوية الموسعة للشعب الهوائية، وقياس استجابتهم لها.
5. عمل تمارين للصدر للمرضى الذين يعانون من تراكم وتجمع البلغم في مجرى التنفس، وذلك لتأمين الحصول على التنفس الطبيعي بعد العمليات الجراحية.
6. المشاركة كأعضاء في مجموعة التدخل السريع لحالات القصور التنفسي داخل المستشفيات وأعضاء أساسيين في إنعاش القلب والرئتين.
7. المساهمة في توعية وتثقيف المرضى وأفراد المجتمع في النواحي المختلفة التي تهتم بالوقاية من أمراض الجهاز التنفسي وتقديم الطرق المناسبة لاستخدام العلاجات الخاصة بأمراض التنفس.
8. المشاركة بالعناية المنزلية للمرضى ومتابعة وتقييم الوضع الصحي والإمداد بالنصح الوقائي والتاهيلي.

## أماكن عمل أخصائي العلاج التنفسي
ليس هناك مكان معين لأخصائي العلاج التنفسي فهو يتواجد في أغلب الأماكن في المستشفى وأهم هذه الأماكن
العناية المركزة بمختلف أنواعها للبالغين وحديثي الولادة ومختبر فحص وظائف الرئة وقسم إعادة التأهيل التنفسي وقسم العمليات وقسم التنويم وقسم الطوارئ وقسم المناظير الطبية للرئتين وقسم العناية المنزلية وقسم اضطرابات النوم وغيرها.

## المنهج التعليمي للتخصص
المنهج التعليمي الخاص بهذا المجال يتضمن دراسة العلوم التشريحية وعلوم وظائف الأعضاء والكيمياء والأحياء والفيزياء، ومادة علوم التأثيرات الدوائية (الفارماكولوجي) وكما أن هناك علوم الاجتماع والإحصاء والبحث الطبي والصحة التنفسية هذا بالإضافة إلى دراسة المعالجة التنفسية كعلم رئيس كعلم أجهزة التنفس الاصطناعي وفحص وظائف الرئة. ومن ضمن الخطة الدراسية يجب على أخصائي العلاج التنفسي القيام بدورات تدريبية في المستشفيات أو مراكز علاجية لاكتساب الخبرة العملية.

## الرعاية التنفسية في السعودية
تعتبر المملكة العربية السعودية من المبادرين الأوائل في احتضان هذا التخصص في الشرق الأوسط حيث ممارسة الرعاية التنفسية في السعودية بدأت منذ أكثر من 30 عاما في اواخر السبعينات عندما اهتمت بعض المستشفيات بادراج هذا التخصص ضمن فريق العناية المركزة وكان مقتصرا على الغربيين ومع مرور الوقت وزيادة الوعي بدأت الكوادر الوطنية شيئا وشيئا يستقطبها هذا التخصص وبدأت بعض المراكز الطبية بالاهتمام بتدريس وتاهيل السعوديين فانشئت برامج منفصلة داخل المستشفيات مثل برنامج مستشفى الخرج بالتعاون مع جامعة لو ملندا الأمريكية أو ككلية مستقلة ككلية الأمير سلطان العسكرية للعلوم الصحية التي بدأت تدريس هذا التخصص عام 1990 م وقامت بتخريج العديد من ممارسي الرعاية التنفسية بعدها بدأ الوعي بضرورة تفعيل مهام هذه المهنة وايجاد كوادر تساهم مع سابقيها في ارساء وتفعيل الدور المتطلب لشاغل هذه المهنة فتم ادراج برنامج لدرجة البكالريوس بجامعة الملك فيصل بالدمام تخرج من خلاله العديد من ممارسي هذه المهنة وتم بعدها ان تبنت الجامعة الجمعية السعودية للرعاية التنفسية تحت مظلتها. ويدرس تخصص الرعاية التنفسي الآن في شرق المملكة في جامعة الملك فيصل (الاحساء) وجامعة الاميرة نورة وكلية الأمير سلطان بدرجة البكالوريوس وكما تدرس في وسط المملكة في جامعة الملك سعود بن عبد العزيز للعلوم الصحية (الحرس) وجامعة لوميلاندا بالرياض بدرجة باكالوريوس وكلية المعرفة بالدرعية وكلية العناية الطبية الأهلية بالرياض بدرجة بكالوريوس أيضاً. ويدرس ايضاً بمدينة جدة في جامعة الملك سعود بن عبد العزيز للعلوم الصحية (الحرس).
ويدّرس بالاحساء في جامعة الملك سعود بن عبد العزيز للعلوم الصحية (الحرس) ويُدّرس أيضا في جامعة طيبة بالمدينة المنورة وجامعة أم القرى بمكة المكرمة وكلية البترجي في محافظة جدة ويدرس ايضاً بجامعة جازان.

## جمعيات العلاج التنفسي
SSRC الجمعية السعودية للعلاج التنفسي.وهي الجمعية الوحيدة لتخصص العلاج التنفسي بالشرق الأوسط.
AARC الجمعية الأمريكية للعلاج التنفسي.
CSRT الجمعية الكندية للعلاج التنفسي.